# Бер-Лейк (Мічиган)
Бер-Лейк (англ. Bear Lake) — селище (англ. village) в США, в окрузі Меністі штату Мічиган. Населення — 342 особи (2020).

## Географія
Бер-Лейк розташований за координатами 44°25′12″ пн. ш. 86°8′44″ зх. д. / 44.42000° пн. ш. 86.14556° зх. д. (44.420014, -86.145552).  За даними Бюро перепису населення США в 2010 році селище мало площу 0,87 км², з яких 0,80 км² — суходіл та 0,07 км² — водойми. В 2017 році площа становила 0,80 км², уся площа — суходіл.

## Демографія
Згідно з переписом 2010 року, у селищі мешкало 286 осіб у 118 домогосподарствах у складі 78 родин. Густота населення становила 330 осіб/км².  Було 169 помешкань (195/км²).
Расовий склад населення:
| - 94,1 % — білих - 3,1 % — корінних американців - 0,3 % — вихідців з тихоокеанських островів - 1,0 % — осіб інших рас |

До двох чи більше рас належало 1,4 %. Частка іспаномовних становила 1,4 % від усіх жителів.
За віковим діапазоном населення розподілялося таким чином: 23,8 % — особи молодші 18 років, 57,7 % — особи у віці 18—64 років, 18,5 % — особи у віці 65 років та старші. Медіана віку мешканця становила 40,6 року. На 100 осіб жіночої статі у селищі припадало 95,9 чоловіків;  на 100 жінок у віці від 18 років та старших — 96,4 чоловіків також старших 18 років.
Середній дохід на одне домашнє господарство  становив 36 010 доларів США (медіана — 32 692), а середній дохід на одну сім'ю — 38 891 долар (медіана — 34 792). За межею бідності перебувало 37,5 % осіб, у тому числі 64,9 % дітей у віці до 18 років та 18,4 % осіб у віці 65 років та старших.
Цивільне працевлаштоване населення становило 98 осіб. Основні галузі зайнятості: мистецтво, розваги та відпочинок — 26,5 %, освіта, охорона здоров'я та соціальна допомога — 17,3 %, виробництво — 15,3 %.